# That's What I Think
That's What I Think è un singolo della cantante statunitense Cyndi Lauper, pubblicato nel 1993 ed estratto dall'album Hat Full of Stars.

## Tracce
- CD (USA)

1. That's What I Think (Album Edit) – 4:17
2. That's What I Think (Live Version) – 4:35
3. That's What I Think (Slugger Mix) – 6:09
4. That's What I Think (Deep Mix) – 5:26
5. That's What I Think (Musto Club Mix) – 7:07